# Kay Bailey Hutchison
Kathryn Ann Bailey Hutchison, normalmente conhecida como Kay Bailey Hutchison (nascida em 22 de julho de 1943), é uma política norte-americana. Foi senadora do Texas e faz parte do Partido Republicano. Em 2001, foi nomeada uma das "As 30 mulheres mais poderosas da América" por Ladies Home Journal.